# Earl of Bridgewater

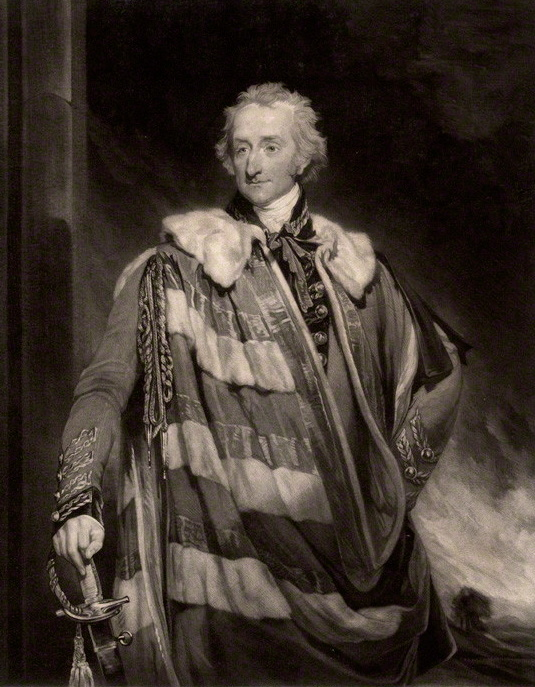
John Egerton, 7. Earl of Bridgewater

Earl of Bridgewater war ein erblicher britischer Adelstitel, der zweimal in der Peerage of England verliehen wurde. Der Titel ist nach der Stadt Bridgwater in Somerset benannt.

## Verleihungen

### Erste Verleihung
Der Titel wurde erstmals am 19. Juli 1538 für Henry Daubeney, 9. Baron Daubeney (auch Daubeny), geschaffen. Er hatte bereits am 21. Mai 1508 von seinem Vater Giles Daubeney, 1. Baron Daubeney den Titel 2. Baron Daubeney geerbt, der diesem am 12. März 1486 durch Letters Patent verliehen worden war. Schon dessen Ur-ur-ur-urgroßvater Elis Daubeney (um 1270–1305) war am 2. November 1295 durch Writ of Summons ins Model Parliament einberufen worden und hatte damit aus heutiger Sicht den erblichen Titel Baron Daubeney erhalten, wodurch Henry de iure auch 9. Baron Daubeney war. Alle drei Titel gehörten zur Peerage of England und erloschen am 12. April 1548, als der Earl kinderlos starb. 

### Zweite Verleihung
In zweite Verleihung wurde der Titel am 27. Mai 1617 für John Egerton, 2. Viscount Brackley neu geschaffen. Dieser war Abgeordneter des House of Commons und Lord Lieutenant verschiedener Counties in Wales und im Westen Englands gewesen. Er hatte bereits am 15. März 1617 von seinem Vater, dem ehemaligen Lordkanzler und Lord High Treasurer Thomas Egerton, 1. Viscount Brackley die Titel Baron Ellesmere, of Ellesmere in the County of Shrewsbury und Viscount Brackley, of Brackley in the County of Northampton geerbt, die diesem am 21. Juli 1603 und 7. November 1616 ebenfalls in der Peerage of England verliehen worden waren.
Der 4. Earl war ein bekannter Hofbeamter seiner Zeit und diente zudem als Lord Lieutenant von Buckinghamshire. Am 18. Juni 1720 wurde er zum Duke of Bridgewater, in the County of Somerset, mit dem nachgeordneten Titel Marquess of Brackley, in the County of Northampton, erhoben. Beide Würden, die zur Peerage of Great Britain gehörten, erloschen am 8. März 1803, als der dritte Duke ohne männlichen Abkömmling starb. Die Earlswürde und die übrigen Titel fielen an seinen Neffen zweiten Grades John Egerton als 7. Earl und erloschen schließlich beim kinderlosen Tod seines jüngeren Bruders, des 8. Earls am 11. Februar 1829.

## Liste der Earls of Bridgewater und Barone Daubeney

Familienwappen der Familie Daubeney

### Barone Daubeney (1295)
- Elis Daubeney, 1. Baron Daubeney (um 1270–1305)
- Ralph Daubeney, de iure 2. Baron Daubeney (1304–1378)
- Giles Daubeney, de iure 3. Baron Daubeney (um 1333–1386)
- Giles Daubeney, de iure 4. Baron Daubeney (1370–1403)
- John Daubeney, de iure 5. Baron Daubeney (1394–1409)
- Giles Daubeney, de iure 6. Baron Daubeney (1399–1446)
- William Daubeney, de iure 7. Baron Daubeney (1424–1461)
- Giles Daubeney, 1. Baron Daubeney, de iure 8. Baron Daubeney (1451/2–1508) (1486 zum Baron Daubeney erhoben)
- Henry Daubeney, 2. Baron Daubeney, de iure 9. Baron Daubeney (1494–1548) (1538 zum Earl of Bridgewater erhoben)

### Earls of Bridgewater, erste Verleihung (1538)
- Henry Daubeney, 1. Earl of Bridgewater (1493–1548)

Familienwappen der Familie Egerton

### Earls of Bridgewater, zweite Verleihung (1617)
- John Egerton, 1. Earl of Bridgewater (1579–1649)
- John Egerton, 2. Earl of Bridgewater (1623–1686)
- John Egerton, 3. Earl of Bridgewater (1646–1701)
- Scroop Egerton, 1. Duke of Bridgewater, 4. Earl of Bridgewater (1681–1745)
- John Egerton, 2. Duke of Bridgewater, 5. Earl of Bridgewater (1727–1748)
- Francis Egerton, 3. Duke of Bridgewater, 6. Earl of Bridgewater (1736–1803)
- John Egerton, 7. Earl of Bridgewater (1753–1823)
- Francis Egerton, 8. Earl of Bridgewater (1756–1829)